# Exochus bolivari
Exochus bolivari är en stekelart som beskrevs av André Seyrig 1927. Exochus bolivari ingår i släktet Exochus och familjen brokparasitsteklar. Utöver nominatformen finns också underarten E. b. corsicator.